# 1964-es Copa Libertadores
Az 1964-es Copa Libertadores volt a legrangosabb dél-amerikai nemzetközi labdarúgókupa 5. kiírása. A kupa 1964. április 3-án vette kezdetét és augusztus 12-én ért véget.
A címvédő a brazil Santos volt. A tornát az argentin Independiente csapata nyerte meg, a kupa történetében először.

## Résztvevők
| Ország    | Csapat                      | Kvalifikáció módja                    |
| --------- | --------------------------- | ------------------------------------- |
| CONMEBOL  | Santos (3. torna)           | Az 1963-as Copa Libertadores győztese |
| Argentína | Independiente (2. torna)    | 1963-as argentin bajnok               |
| Bolívia   | Aurora (1. torna)           | 1963-as bolíviai bajnok               |
| Brazília  | Bahia (2. torna)            | 1963-as brazil ezüstérmes             |
| Chile     | Colo-Colo (2. torna)        | 1963-as chilei bajnok                 |
| Kolumbia  | Millonarios (4. torna)      | 1963-as kolumbiai bajnok              |
| Ecuador   | Barcelona (2. torna)        | 1963-as ecuadori bajnok               |
| Paraguay  | Cerro Porteño (2. torna)    | 1963-as paraguayi bajnok              |
| Peru      | Alianza Lima (2. torna)     | 1963-as perui bajnok                  |
| Uruguay   | Nacional (2. torna)         | 1963-as uruguayi bajnok               |
| Venezuela | Deportivo Italia (1. torna) | 1963-as venezuelai bajnok             |

## Selejtező kör
| Hely. | Csapat           | M | Gy | D | V | G+ | G– | Gk | P | Továbbjutás vagy kiesés |
| ----- | ---------------- | - | -- | - | - | -- | -- | -- | - | ----------------------- |
| 1.    | Deportivo Italia | 2 | 1  | 1 | 0 | 2  | 1  | +1 | 3 | Továbbjutott            |
| 2.    | Bahia            | 2 | 0  | 1 | 1 | 1  | 2  | −1 | 1 |                         |

| 1964. április 3. | Deportivo Italia | 0–0 | Bahia | Caracas |  |
|                  |                  |     |       |         |  |

| 1964. április 8. | Bahia | 1–2 | Deportivo Italia | Caracas |  |
|                  | Vevê  |     | Jaime Iramido    |         |  |

## Első kör

### 1. csoport
| Hely. | Csapat        | M | Gy | D | V | G+ | G– | Gk  | P | Továbbjutás vagy kiesés |
| ----- | ------------- | - | -- | - | - | -- | -- | --- | - | ----------------------- |
| 1.    | Nacional      | 4 | 3  | 1 | 0 | 9  | 2  | +7  | 7 | Továbbjutott            |
| 2.    | Cerro Porteño | 4 | 1  | 2 | 1 | 11 | 6  | +5  | 4 |                         |
| 3.    | Aurora        | 4 | 0  | 1 | 3 | 2  | 14 | −12 | 1 |                         |

| 1964. április 12. | Aurora         | 2–2 | Cerro Porteño | Cochabamba |  |
|                   | Herbas Alcócer |     | Mora B. Rojas |            |  |

| 1964. április 19. | Nacional | 2–0 | Aurora | Montevideo |
|                   | Abeledo  |     |        |            |

| 1964. április 26. | Cerro Porteño | 2–2 | Nacional        | Asunción |  |
|                   | Mora          |     | Méndez Oyarbide |          |  |

| 1964. május 3. | Aurora | 0–3 | Nacional             | Cochabamba |
|                |        |     | Bergara Pérez Acosta |            |

| 1964. május 10. | Nacional      | 2–0 | Cerro Porteño | Montevideo |
|                 | Bergara Pérez |     |               |            |

| 1964. május 17. | Cerro Porteño                           | 7–0 | Aurora | Asunción |
|                 | P. Rojas Mora B. Rojas Breglia J. Rojas |     |        |          |

### 2. csoport
| Hely. | Csapat        | M | Gy | D | V | G+ | G– | Gk | P | Továbbjutás vagy kiesés |
| ----- | ------------- | - | -- | - | - | -- | -- | -- | - | ----------------------- |
| 1.    | Independiente | 4 | 3  | 1 | 0 | 11 | 3  | +8 | 7 | Továbbjutott            |
| 2.    | Millonarios   | 4 | 2  | 0 | 2 | 6  | 8  | −2 | 4 |                         |
| 3.    | Alianza Lima  | 4 | 0  | 1 | 3 | 5  | 11 | −6 | 1 |                         |

| 1964. május 7. | Millonarios | 3–2 | Alianza Lima | Bogotá |  |
|                | Gamboa      |     | León Zegarra |        |  |

| 1964. május 31. | Independiente                | 4–0 | Alianza Lima | Avellaneda |
|                 | Savoy Rodríguez Rolan Suárez |     |              |            |

| 1964. június 4. | Alianza Lima | 2–2 | Independiente | Avellaneda |  |
|                 | León         |     | Savoy         |            |  |

| 1964. június 7. | Independiente          | 5–1 | Millonarios | Avellaneda |  |
|                 | Rodríguez Suárez Savoy |     | Parodi      |            |  |

| 1964. június 28. | Alianza Lima | 1–2 | Millonarios    | Bogotá |  |
|                  | Tenemás      |     | Klinger Gamboa |        |  |

| 1964. július 8. | Millonarios | — | Independiente | Bogotá |  |
|                 |             |   |               |        |  |

- A 6. mérkőzés nem került megrendezésre, mert az argentin Independiente csapata megtagadta, hogy Bogotába utazzon a CONMEBOL és a kolumbiai labdarúgó-szövetségek közötti konfliktus miatt, így a pontokat azonnal megkapta az Independiente.
- A perui Alianza Lima hazai mérkőzései nem Limában kerültek megrendezésre, az 1964-es limai sporttragédia miatt.

### 3. csoport
| Hely. | Csapat           | M | Gy | D | V | G+ | G– | Gk | P | Továbbjutás vagy kiesés |
| ----- | ---------------- | - | -- | - | - | -- | -- | -- | - | ----------------------- |
| 1.    | Colo-Colo        | 4 | 3  | 0 | 1 | 9  | 7  | +2 | 6 | Továbbjutott            |
| 2.    | Barcelona        | 4 | 2  | 0 | 2 | 9  | 4  | +5 | 4 |                         |
| 3.    | Deportivo Italia | 4 | 1  | 0 | 3 | 2  | 9  | −7 | 2 |                         |

| 1964. május 3. | Barcelona | 0–1 | Deportivo Italia | Guayaquil |
|                |           |     | Zequniha         |           |

| 1964. május 5. | Colo-Colo                     | 4–0 | Deportivo Italia | Santiago |
|                | Valdés Álvarez Moreno Roberto |     |                  |          |

| 1964. május 13. | Barcelona | 2–3 | Colo-Colo              | Guayaquil |  |
|                 | Nivaldo   |     | Roberto Álvarez Valdés |           |  |

| 1964. május 17. | Deportivo Italia | 1–2 | Colo-Colo      | Caracas |  |
|                 | Jaime            |     | Roberto Moreno |         |  |

| 1964. május 24. | Deportivo Italia | 0–3 | Barcelona SC             | Caracas |
|                 |                  |     | Nivaldo Geninho Calderón |         |

| 1964. május 28. | Colo-Colo | 0–4 | Barcelona SC          | Santiago |
|                 |           |     | Nivaldo Hélio Geninho |          |

## Elődöntő

### A csoport
| Hely. | Csapat        | M | Gy | D | V | G+ | G– | Gk | P | Továbbjutás vagy kiesés |
| ----- | ------------- | - | -- | - | - | -- | -- | -- | - | ----------------------- |
| 1.    | Independiente | 2 | 2  | 0 | 0 | 5  | 3  | +2 | 4 | Továbbjutott            |
| 2.    | Santos        | 2 | 0  | 0 | 2 | 3  | 5  | −2 | 0 |                         |

| 1964. július 15. | Santos         | 2–3 | Independiente           | Rio de Janeiro |  |
|                  | Guerreiro Pepe |     | Rodríguez Bernao Suárez |                |  |

| 1964. július 22. | Independiente  | 2–1 | Santos    | Avellaneda |  |
|                  | Mori Rodríguez |     | Guerreiro |            |  |

### B csoport
| Hely. | Csapat    | M | Gy | D | V | G+ | G– | Gk | P | Továbbjutás vagy kiesés |
| ----- | --------- | - | -- | - | - | -- | -- | -- | - | ----------------------- |
| 1.    | Nacional  | 2 | 2  | 0 | 0 | 8  | 4  | +4 | 4 | Továbbjutott            |
| 2.    | Colo-Colo | 2 | 0  | 0 | 2 | 4  | 8  | −4 | 0 |                         |

| 1964. július 15. | Colo-Colo     | 2–4 | Nacional                  | Santiago |  |
|                  | Baeza Álvarez |     | Sanfilippo Leites Douksas |          |  |

| 1964. augusztus 1. | Nacional             | 4–2 | Colo-Colo      | Montevideo |  |
|                    | Jaburú Douksas Pérez |     | Jiménez Valdés |            |  |

## Döntő
| Hely. | Csapat        | M | Gy | D | V | G+ | G– | Gk | P | Továbbjutás vagy kiesés |
| ----- | ------------- | - | -- | - | - | -- | -- | -- | - | ----------------------- |
| 1.    | Independiente | 2 | 1  | 1 | 0 | 1  | 0  | +1 | 3 | Győztes                 |
| 2.    | Nacional      | 2 | 0  | 1 | 1 | 0  | 1  | −1 | 1 |                         |

| 1964. augusztus 6. | Nacional | 0–0 | Independiente | Montevideo                                                          |
|                    |          |     |               | Stadion: Estadio Centenario Nézőszám: ~60 000 Játékvezető: Leo Horn |

| 1964. augusztus 12. | Independiente | 1–0 | Nacional | Avellaneda                                                                            |  |
|                     | Rodríguez 35' |     |          | Stadion: Estadio Libertadores de América Nézőszám: ~80 000 Játékvezető: Dimas Larrosa |  |

## Bajnok
| Copa Libertadores 1964-es bajnok |
| -------------------------------- |
| Independiente 1. cím             |

## Góllövőlista
| # | Játékos         | Klub          | Gólok |
| - | --------------- | ------------- | ----- |
| 1 | Mario Rodríguez | Independiente | 6     |
| 1 | Celino Mora     | Cerro Porteño | 6     |
| 3 | Nivaldo         | Barcelona     | 5     |
| 4 | Luis Suárez     | Independiente | 4     |
| 4 | Raúl Savoy      | Independiente | 4     |
| 4 | Delio Gamboa    | Millonarios   | 4     |